# 切 (感叹词)

这是埃内斯托·“切”·格瓦拉在1960年—1967年使用的签名。他因经常使用“切”这个词而获得了这一绰号。

“切”（西班牙語：Che，西班牙語發音：[tʃe]）是一个常见的感叹词，在阿根廷、乌拉圭、玻利维亚、巴拉圭、巴西（圣保罗州和南里奥格兰德州）以及西班牙（巴倫西亞自治區）等地广泛使用，意思相当于“嘿！”、“伙计”或“那家伙”。
“切”主要用作称呼语，用来引起别人的注意（类似英语中的“mate!”或“buddy!”），但也常作为语气词使用（类似英语中的“right”或“so”）。
阿根廷共产主义革命家埃内斯托·“切”·格瓦拉之所以获得“切”这个绰号，是因为他经常使用这个表达方式，这令他的古巴同志们感到好笑。